# احمد الخطیب
احمد الحسین خطیب (به عربی: أحمد الحسن الخطیب) (زاده ۱۹۳۳ – درگذشته ۱۹۸۲)، رئیس جمهور سوریه از ۱۸ نوامبر ۱۹۷۰ تا ۱۲ مارس ۱۹۷۱ بود. قبل از الحسین خطیب، نورالدین الاتاسی رئیس‌جمهور بود که بعد از کودتا با نام حرکت اصلاح گرایانه (بالعربی:الحرکة التصحیحیة) که رهبری آن را حافظ اسد به عهده داشت به عنوان رئیس‌جمهوری انتخاب شد و پس از مدتی حافظ اسد رهبر کودتا، رئیس‌جمهور می‌شود. خطیب عضو حزب بعث حاکم آن زمان بود.